# Historická budova Národního muzea
Historická budova Národního muzea je monumentální novorenesanční palác uzavírající horní část Václavského náměstí v Praze na Novém Městě, sloužící jako muzeum. Byla postavena v roce 1891 a mezi lety 2011 až 2018 podstoupila celkovou rekonstrukci. Je národní kulturní památkou ČR. Památková ochrana se vztahuje jak na architekturu budovy, tak na sochařskou výzdobu exteriérů a interiérů, nástěnné malby, uměleckořemeslné detaily a na původní velmi bohatý a cenný mobiliář.

## Historie

### Před postavením
První muzejní sbírkové předměty se začaly shromažďovat již roku 1818 v minoritském klášteře u sv. Jakuba na Starém Městě pražském a v dalších domech. Prvním stálým sídlem se v roce 1819 stal Šternberský palác, kde muzeum sídlilo až do roku 1846. Poté se sbírky přesunuly do Nostického paláce, v ulici Na příkopě 852/10 na Novém Městě. Ani jeho kapacity nedostačovaly, proto se začalo uvažovat o výstavbě budovy nové. Velkorysou koncepci muzea nazvaného Franciscea (na památku císaře Františka I.) navrhl František Palacký a mělo stát na Smetanově nábřeží. K jeho výstavbě nedošlo. Další diskuze proběhla v 60. letech 19. století, protože sbírky stále přibývaly a ubývalo místo v Nostickém paláci. Mělo dojít k umístění na Karlovo náměstí, kvůli vleklým jednáním k realizaci opět nedošlo.

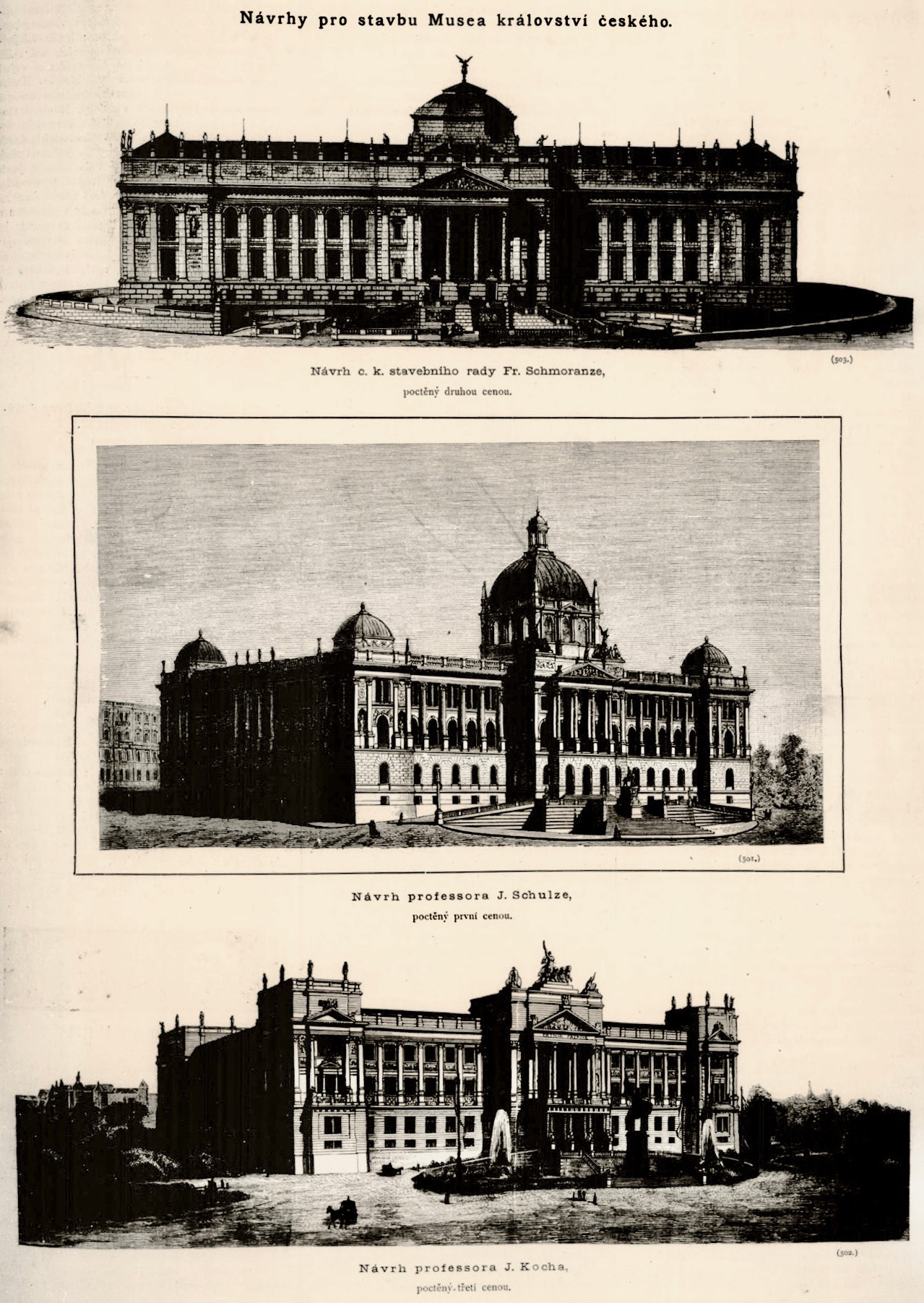
Některé soutěžní návrhy budovy Národního muzea

### Soutěž
V roce 1876 věnovala městská rada na stavbu pozemek na horním konci Václavského náměstí v místech, kde se tou dobou bourala Koňská brána. Stavba se podařila prosadit v roce 1883, kdy proběhla také architektonická soutěž. Dobová idea budovy byla „Muzeum jako chrám vědy a umění". Soutěž měla 27 účastníků a vyhrál ji návrh architekta Josefa Schulze vyznačující se centrálním prostorem panteonu; zvítězil díky tomu, že kladl důraz především na monumentalitu, zčásti na úkor funkčnosti.

### Výstavba
Se stavbou se začalo ihned po vydání povolení ke stavbě, dne 27. června 1885. Hrubá stavba byla hotova o tři roky později, na konci roku 1888. Došlo ke zpoždění kvůli nepříznivému počasí. Ve stejném roce se začaly vybavovat interiéry. Slavnostní zpřístupnění proběhlo 18. května 1891. Kompletní umělecká výzdoba byla dokončena až roku 1901. Výzdobu tvořili umělci generace Národního divadla, především sochaři Bohuslava Schnircha, Antonína Wagnera a Antonín Popp a malíři Vojtěch Hynais, Václav Brožík či Julius Mařák v letech 1885–1901. Stavební náklady byly odhadovány (bez architektova honoráře, vnitřní umělecké výzdoby a mobiliáře) na 1 740 000 zlatých. Ve skutečnosti pak dosáhly výše asi 2 miliónů zlatých.

### Provoz

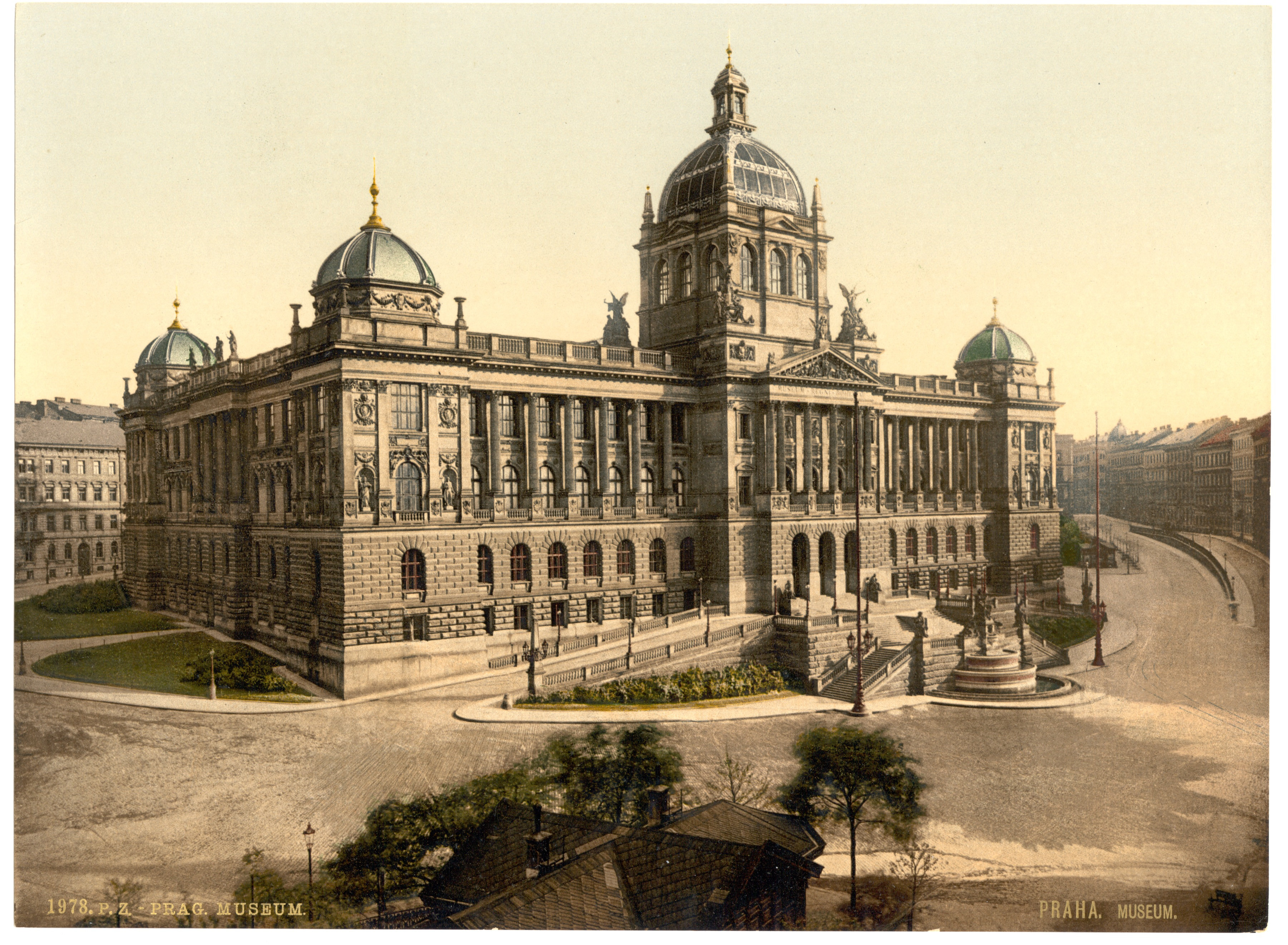
Budova Národního muzea krátce po dokončení

První rekonstrukce se konala mezi roky 1901 až 1904, kdy došlo k výměně omítek. Došlo také k nahrazení nápisových desek se jmény nad okny 1. patra deskami z červené žuly. Při opravách koncem 30. let 20. století byla řada plastik, ve snaze je očistit, přesekána a přebroušena.
V květnu 1945 při Pražském povstání poškodila vestibul muzea nevybuchlá bomba.
V 60. letech proběhly generální opravy fasád, od roku 1960 bylo zřízeno exteriérové vnitřní osvětlení budovy. Roku 1962 byla prohlášena za národní kulturní památku.
V srpnu 1968 byla přední fasáda budovy poškozena střelami armád Varšavské smlouvy, zejména Sovětské armády. Těžce byla poškozena fasáda, pískovcové sloupy, depozitáře a ředitelská pracovna. Kvůli devastaci fasády proběhla mezi roky 1971–1973 oprava, kdy byly poškozené části vyspraveny kamennými plombami, tzv. filuňkami. Zároveň při tehdejší rekonstrukci došlo k natření původně světlých soch, sloupů i celé fasády černou barvou, aby stavba lépe ladila dohromady a působila historičtěji. Černý vzhled tedy nezpůsobovalo jen znečištění, jak se mnozí lidé domnívali.
Statika budovy byla poškozena během výstavby trasy A pražského metra v první polovině 70. let minulého století. Stalo se tak při výstavbě vestibulu stanice Muzeum, kdy došlo k poničení západní věže budovy a některých stěn, vestibul musel být lépe vyztužen. Došlo také k odstranění fontány a vlajkových stožárů nacházející se před budovou. Budova i přes několik projektů nebyla dlouhou dobu poté celkově rekonstruována, na začátku 21. století tak byla již ve velmi špatném až havarijním stavu. Fontána byla před budovu navrácena v roce 1995.

### Požár 2016
V noci z 11. února na 12. února 2016 hořela podkrovní část pravého křídla (tedy blíže Čelakovského sadům) v rozsahu asi 200 m² střechy. Zasahovalo na 150 hasičů z 12 profesionálních a 8 dobrovolných jednotek, ředitel muzea ocenil profesionální a rychlý zásah. Vzhledem k rekonstrukci nebyly v muzeu žádné exponáty, mluvčí hasičů předběžně vyčíslila škodu na 10 milionů Kč.

### Rekonstrukce 2011–2019
Od 8. července 2011 do 28. října 2018 byla hlavní budova uzavřena kvůli generální rekonstrukci. K jejímu částečnému otevření došlo v den 100. výročí vzniku Československa a 200. výročí založení Národního muzea. Součástí byla vernisáž Česko-slovenské/Slovensko-české výstavy a videomaping na vnějšek budovy. Úplné dokončení rekonstrukce bylo plánováno na rok 2019. Stálé expozice se návštěvníkům postupně otevřely v letech 2020 až 2021.

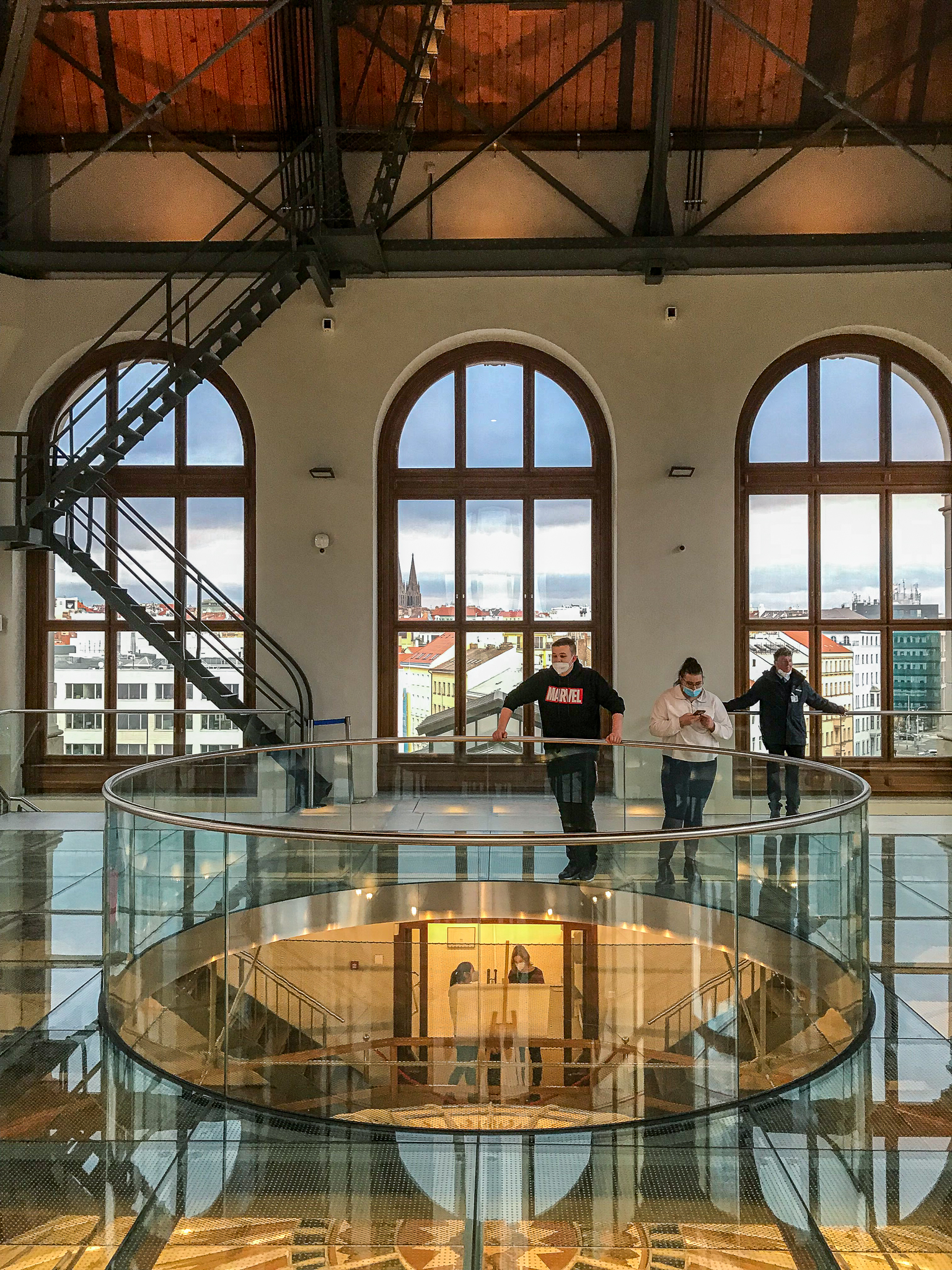
Nově vybudovaný prostor pro návštěvníky muzea nad kupolí

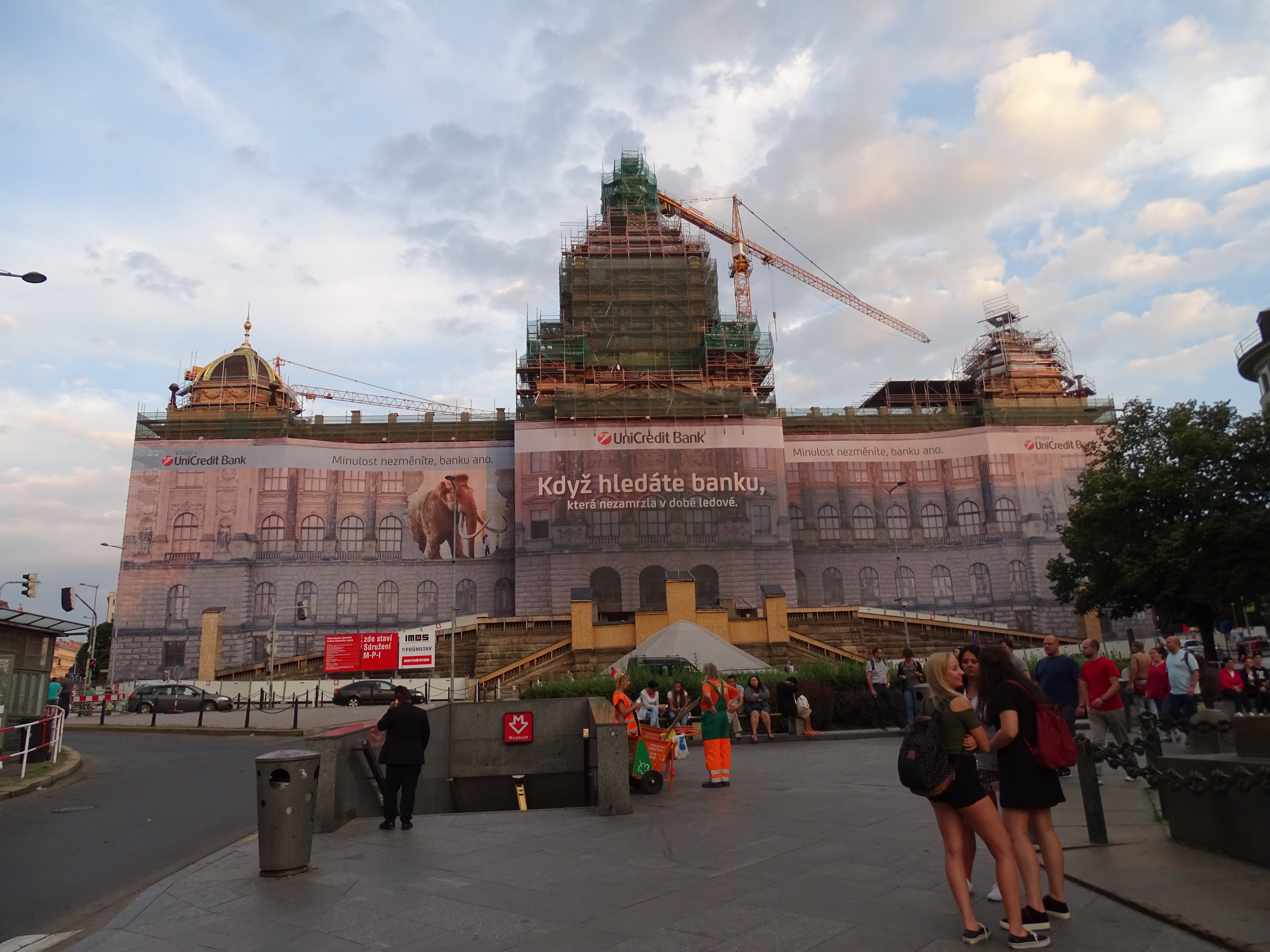
Rekonstrukce Národního muzea, 2016

Kromě celkové opravy exteriéru a interiéru budovy byla za 42 měsíců rekonstrukce dále zastřešena nádvoří, zpřístupněna vyhlídková kupole zvaná „panteon" a byla postavena propojovací chodba do bývalé budovy Federálního shromáždění. Na zlato byly nabarveny dvě zadní kopule, které původně na zlato nabarveny nebyly kvůli nedostatku financí. V okolí proběhlo také vydláždění piazzetty (náměstíčka) mezi historickou a novou budovou (bývalé Federální shromáždění), tento prostor se nově začal nazývat jako „Muzejní oáza". Prostor umožňuje lepší pohyb chodců či cyklistů, auta tudy mohou nově projíždět pouze jedním směrem a byly sem také umístěny tramvajové koleje. V listopadu 2018 byla také dokončena rekonstrukce parku Čelakovského sady. V únoru 2019 byla poprvé zpřístupněna kupole muzea, která slouží i jako vyhlídka na Prahu. V muzeu byl také zpřístupněn východní dvůr (dvorana), který byl při rekonstrukci poprvé zastřešen a slouží jako odpočinková zóna či místo konání kulturních akcí. Dne 23. května 2019 se v nově otevřené východní dvoraně konala hlavní debata České televize před volbami do Evropského parlamentu 2019.
Od listopadu 2019 je nově přístupná spojovací chodba pod zemí, která vede z Historické budovy do Nové budovy muzea. V chodbě byla při otevření promítaná výstava k 30. výročí sametové revoluce. Nyní jsou zde promítány různé výstavy.
Od ruské invaze na Ukrajinu roku 2022 na budově visí dlouhá ukrajinská vlajka. V březnu 2023 byl na demonstraci proveden pokus o stržení vlajky, iniciátor pokusu dostal od soudu podmínku a osmnáctiměsíční zákaz pobytu v Praze. V listopadu 2024 se konala u budovy další demonstrace za odstranění ukrajinských vlajek ze státních budov, petice byla adresovaná premiérovi. Národní muzeum kvůli demonstraci přesunulo den otevřených dveřích.

## Popis

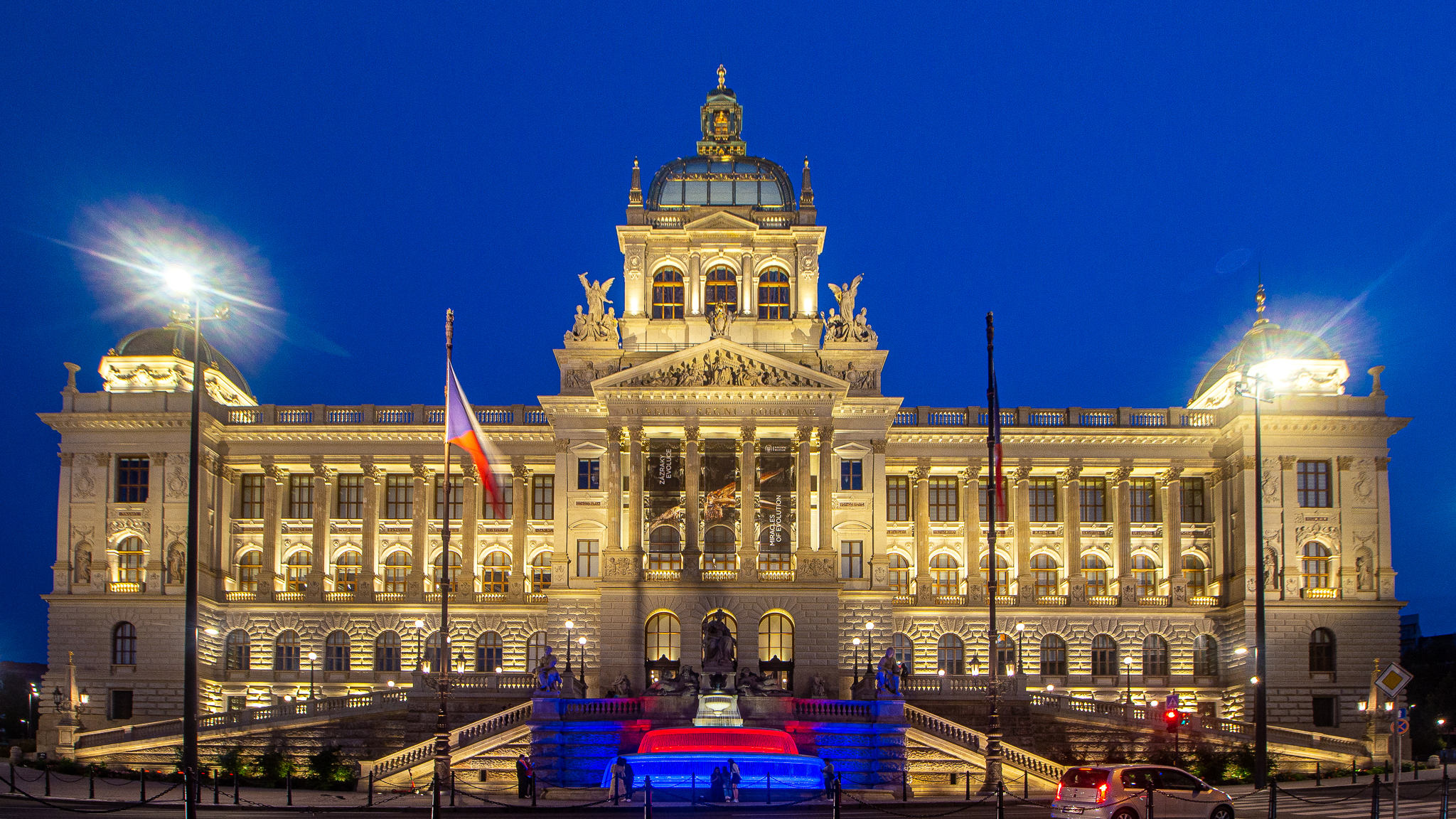
Národní muzeum v noci (2022)

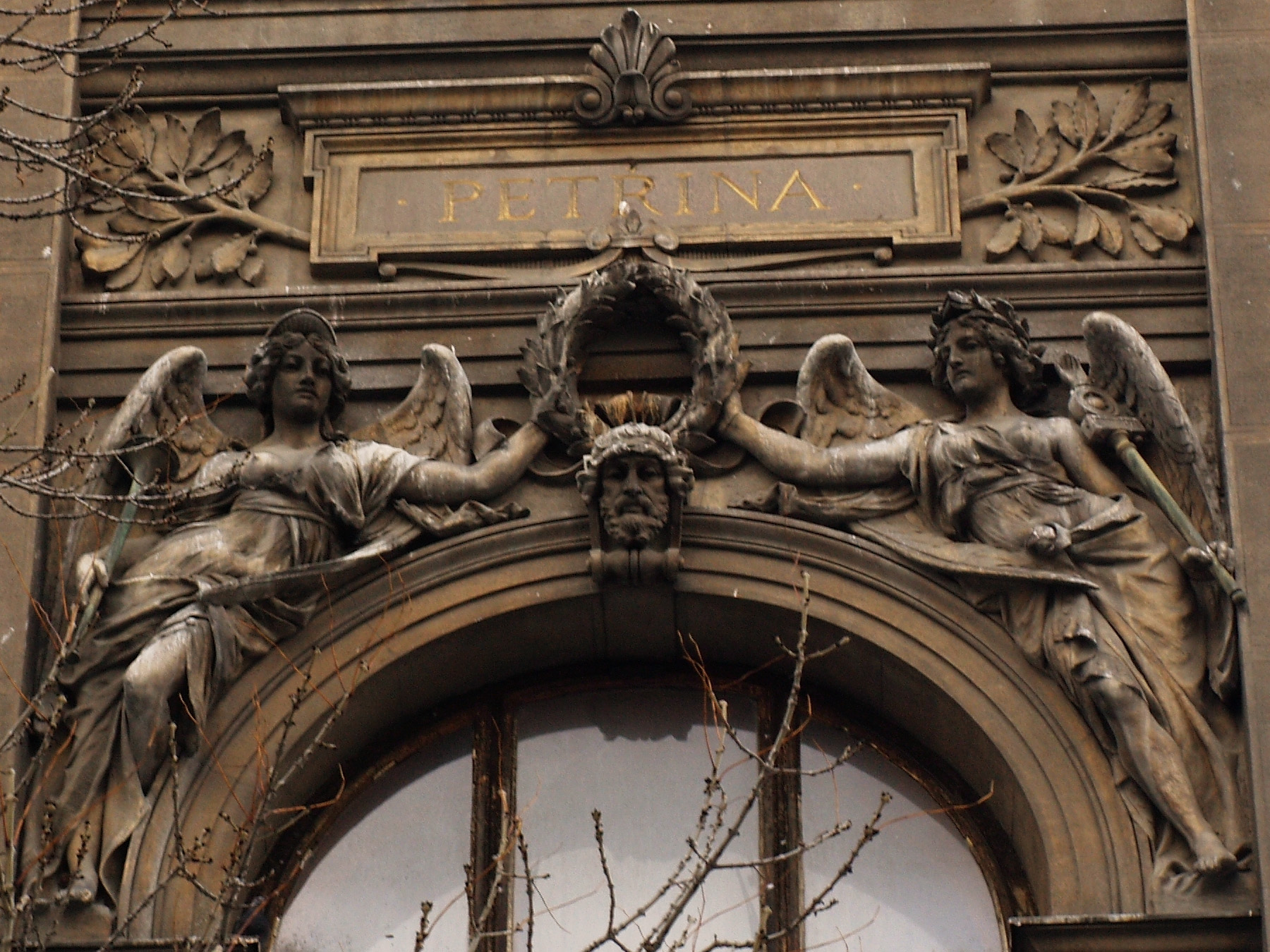
Jméno českého fyzika Františka A. Petřiny na fasádě budovy, jedno z celkem 72 jmen významných mužů, kteří ovlivnili české dějiny (2009)

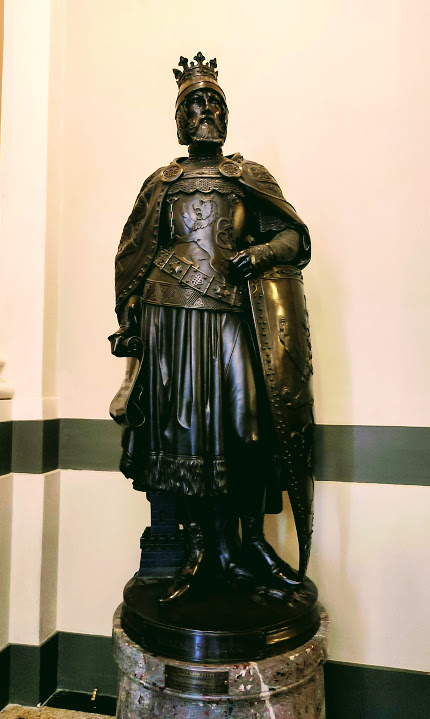
Socha Přemysla Otakara II.

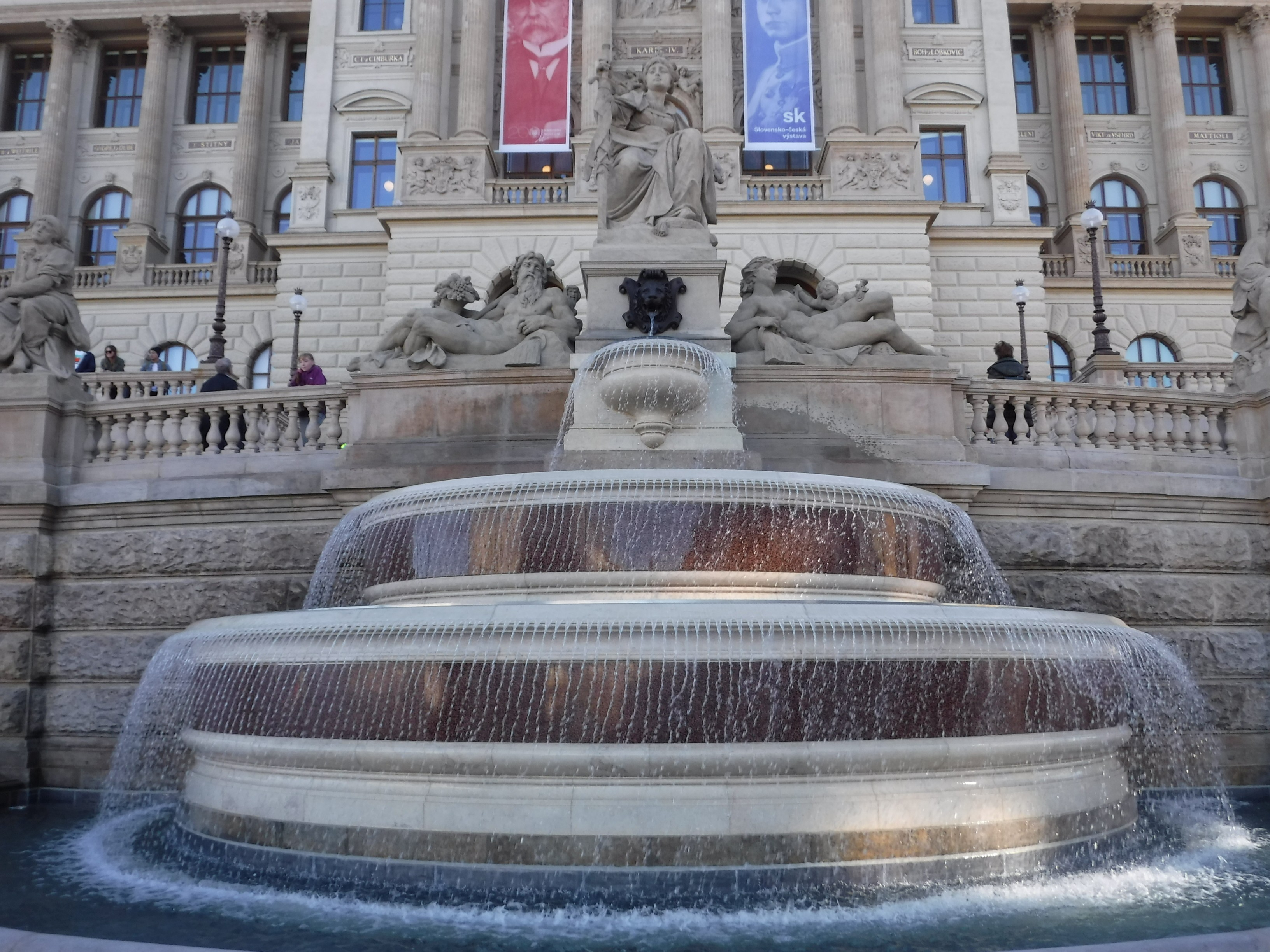
Detail fontány před muzeem (2018)

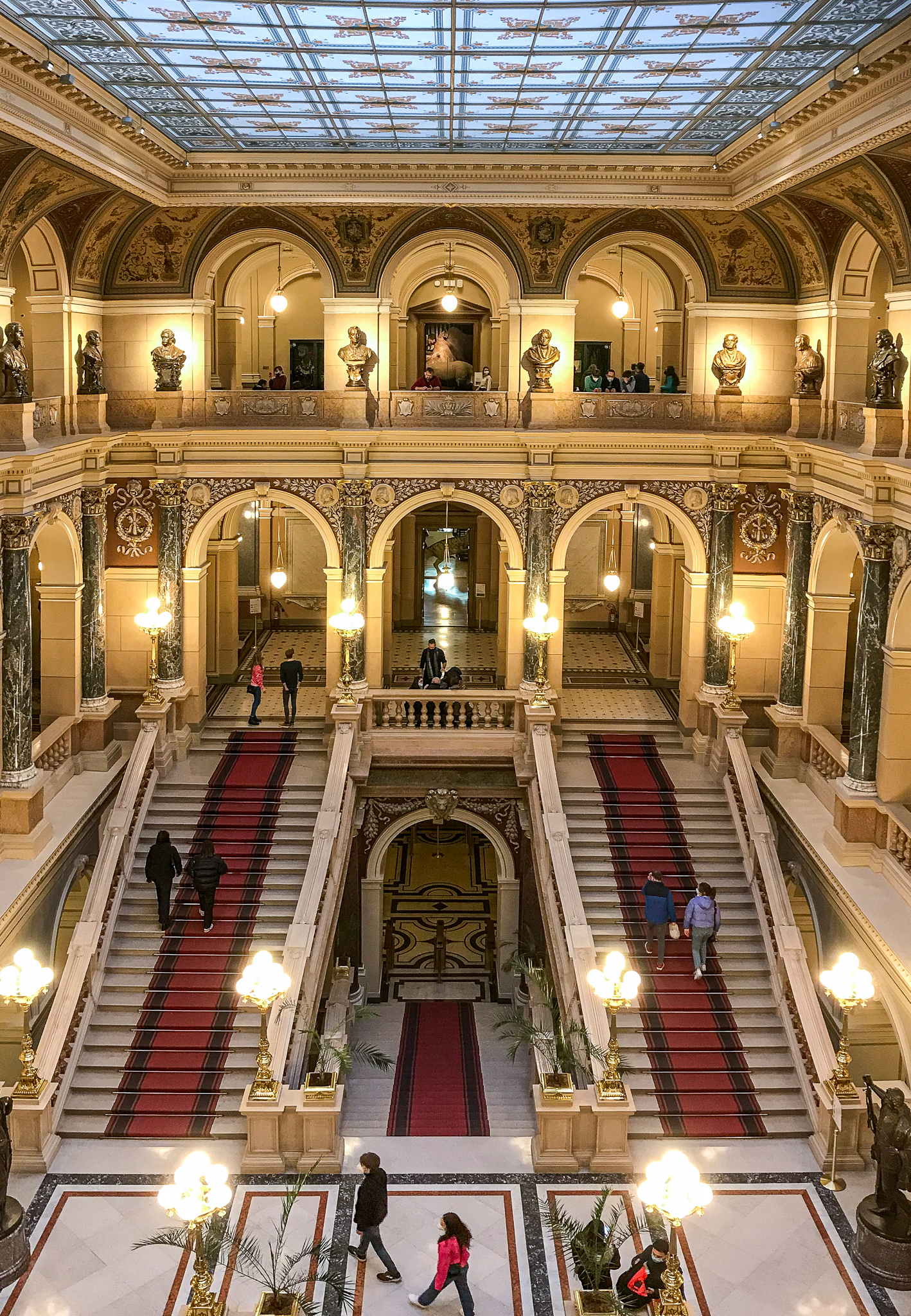
Vstupní hala historické budovy

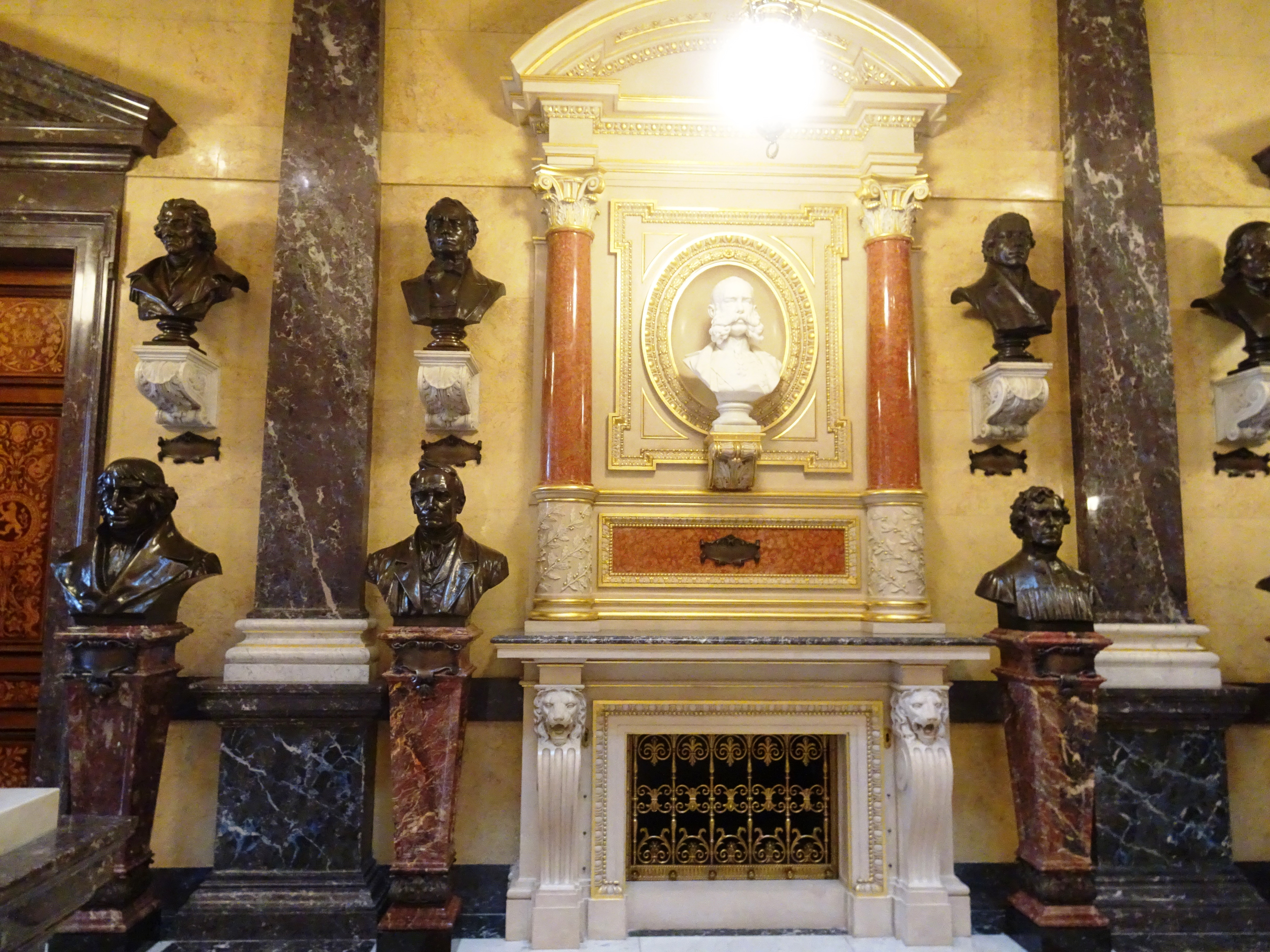
Panteon

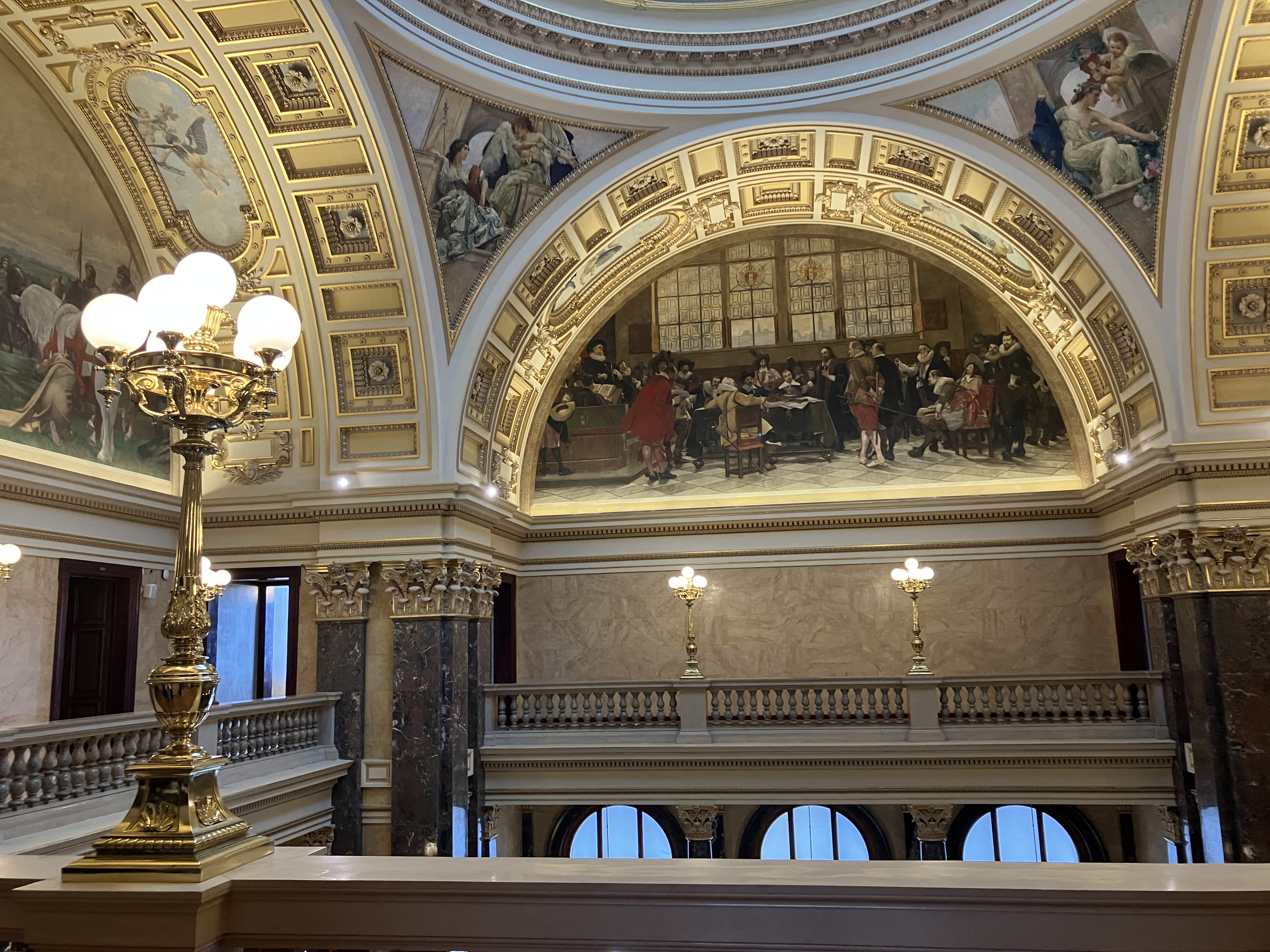
Strop historické budovy Národního muzea (2023)

Architekt Josef Schulz palác navrhl v novorenesančním slohu. Půdorysem jde o obdélník, jenž má po obvodu čtyři stejně vysoké věže. Ideové centrum této budovy tvoří nejvyšší věž nacházející se ve středu symetrického průčelí, nazývající se panteon. Uvnitř jde o sál ve stylu římského chrámu pantheonu, tedy zakončený velkou kupolí. Dovnitř panteonu bylo po dokončení budovy postupně umístěno 55 soch a bust, které vybral Český zemský sněm. Ty zobrazují důležité osobnosti české historie včetně těch odstraněných již roku 1918, tedy páru, který tvořil František Josef I. a Alžběta Bavorská.
Novorenesanční budova Národního muzea tvoří od roku 1891 významnou dominantu horní části Václavského náměstí a již v roce 1962 byla prohlášena za národní kulturní památku. Památková ochrana se vztahuje jak na architekturu budovy, tak na sochařskou výzdobu exteriérů a interiérů, nástěnné malby, uměleckořemeslné detaily a na původní velmi bohatý a cenný mobiliář. Nejdůležitějšími prostorami v interiéru budovy jsou vstupní vestibul, na něj navazující monumentální dvorana hlavního schodiště, osvětlená proskleným stropem, a především Panteon umístěný pod kupolí. Do Panteonu se vchází nejkrásnějšími dveřmi v celé budově, zhotovenými podle návrhu Josefa Schulze.

### Výzdoba exteriéru
Stavba je koncipována s ohledem na propojení výtvarných oborů, jak vyžadovala tradice velkých slohů, a jejich estetický podíl na celku díla je podřízen architektuře. Důraz na celistvost návrhu akcentoval také architekt Schulz, který měl velmi konkrétní představu o vzhledu sochařské práce pro muzeum, a jeho požadavky do značné míry vylučovaly výraznou tvůrčí individualitu.

#### Sochařská výzdoba
Budovu muzea zdobí mnoho alegorických soch vztahujících se k české historii. Často se opakujícím prvkem na fasádě je písmeno M, které znamená Muzeum království českého. Častý je také například heraldický symbol českého lva. Do fasády budovy Národního muzea je vepsáno 72 jmen mužů, kteří tvořili historii Českých zemí a působili na území Česka nebo Slovenska. Jména jsou napsána zlatým písmem mezi okny. Česká televize natočila o těchto osobách cyklus pojmenovaný Dvaasedmdesát jmen české historie, který má 72 dílů. Jsou zde uvedeni například Tycho Brahe, Joachim Barrande, nad vchodem vládci Karel IV., Václav II., Rudolf II., součástí nápisu s jejich jmény je také příslušný reliéf.
Po obou stranách na střeše stojí alegorické ženské sochy. Vlevo znamenají vzduch, oheň, vodu a zemi. Vpravo to jsou ctnosti krása, pravda, ušlechtilost a pilnost. Vytvořil je Bohuslav Schnirch. V nikách bočních věží nad nárožními rizality (část budovy vystupující po celé délce) jsou alegorické sochy vědních oborů zastoupených v muzejních sbírkách.

#### Fontána
K muzeu patří také fontána nacházející se pod příjezdovými rampami a schodišti před muzeem. Původně místo kašny měla stát socha svatého Václava, která je nyní dominantou Václavského náměstí. Po protestech odborníků i autora sochy Josefa V. Myslbeka byla umístěna na své současné místo. Na Václavské náměstí „shlíží" ze zábradlí nad kašnou pět soch. Uprostřed sedí socha Čechie (mytická ochránkyně české země) s mečem. Po stranách podstavce této sochy jsou umístěny alegorie dvou největších českých řek. Napravo (z pohledu od budovy) od ní je mužská socha znázorňující Labe, nalevo ženská socha znázorňující Vltavu s amoretem. Ta symbolicky vylévá džbán s vodou. Na rohových podstavcích sedí sochy znázorňující Moravu a Slezsko.

### Výzdoba interiéru
Stejně jako kladl architekt Schulz vysoké nároky na provedení stavby včetně její vnější sochařské výzdoby, soustředil se také na detailně propracované provedení interiéru. Zřetelné je to zejména v provedení kamenických, truhlářských, štukatérských, malířských kovářských a kovoliteckých prací, které svědčí o kvalitách uměleckořemeslné dovednosti spolupracujících firem a jednotlivců. Na sochařské výzdobě interiérů se podílely takové osobnosti, jakými byly: Bohuslav Schnirch, Čeněk Vosmík či Antonín Popp. Skutečnou stylovou proměnu později přináší podíl Ladislava Šalouna, jehož plastiky pro Panteon dokládají vývoj českého moderního sochařství od myslbekovského realismu k sochařství senzitivního rodinovského stylu. Těžištěm malířské výzdoby muzejních interiérů jsou historické a alegorické nástěnné malby v Panteonu, které jsou dílem umělců generace Národního divadla: Václava Brožíka, Františka Ženíška a Vojtěcha Hynaise. Nedílnou součástí dekorativní výmalby jsou také malovaná okna a stropní podhledy, obnovené podle dokumentace během generální rekonstrukce. Další stránkou architektonické výzdoby interiérů je také bohaté užití různobarevných domácích i zahraničních mramorů, vápenců, žuly a další kamenů, jejichž skladba je v českém prostředí 19. století spolu s využitím uměleckých kamenů výjimečná.

#### Vstupní prostory
Vstupní vestibul má nádherný kazetový strop, který nese 20 sloupů o délce 4 m. Sloupy jsou ze švédské žuly a jejich vršek a spodek je z kararského mramoru. Podstavec je z magmatické horniny černý diorit. Zbylé polosloupy a pilastry jsou z umělého kamene.
Vstupní sloupcová hala je zdobena bronzovými plastikami Libuše a Přemysla Oráče, Přemysla Otakara II. a svatého Václava od Ludvíka Schwanthalera. Následují další sochy Eliška Přemyslovna, Jiří z Poděbrad, Arnošt z Pardubic (první arcibiskup), Bohuslav Hasištejnský z Lobkovic (humanista, básník, podporovatel umění).
Pod skleněným stropem sloupového prostoru je 16 bronzových bust mužů, kteří se zasloužili o muzeum. Patří mezi ně například Antonín Popp, Bohumil Schnirch a další. Dále tam jsou medailonky českých králů.
Na stěnách chodeb je celkem 16 nástěnných obrazů českých hradů (Pražský hrad, Zvíkov, Křivoklát, Karlštejn) namalovaných Juliem Mařákem a Bohumilem Dvořákem.

#### Panteon

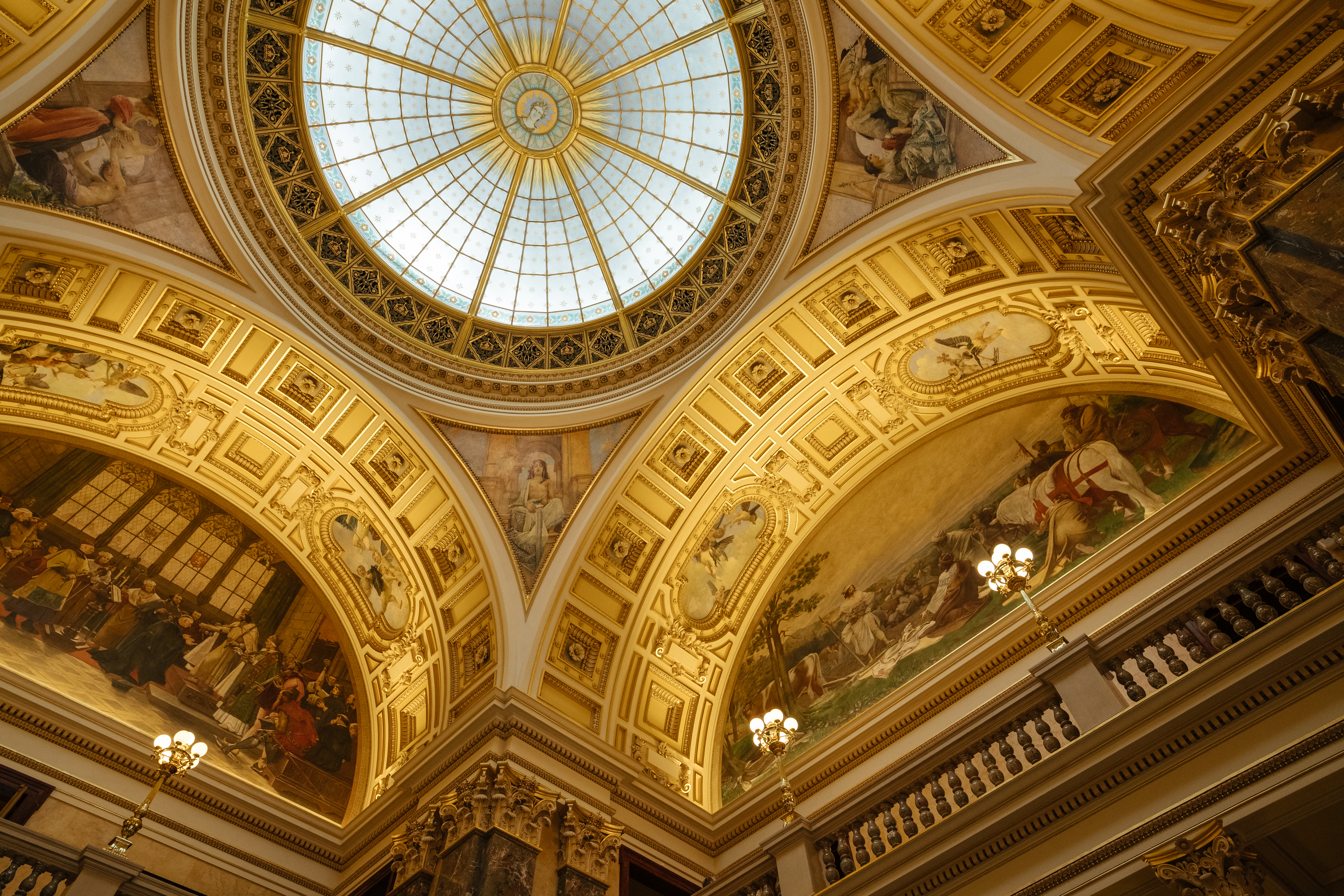
Zaklenutí Panteonu

Nejvýznamnější prostorou muzea, která zaujímá všechny patra, je prostorný Panteon - svatyně zasvěcená památce velkých osobností českého národa. Slouží k slavnostním příležitostem a oslavám. 
Panteon je zaklenut kupolí a vyzdoben čtyřmi nástěnnými obrazy, které znázorňují význačné události našich dějin: Libušino poselství (autor František Ženíšek), Svatý Metoděj dokončuje překlad Písma (autor František Ženíšek), Založení Karlovy univerzity (autor Václav Brožík) a J. A. Komenský v Amsterodamu (autor Václav Brožík).
Panteon zdobí již od roku 1891 například tito národní umělci: Antonín Popp (sochař), Antonín Procházka (malíř), Josef Václav Myslbek (sochař), Milan Havlíček (sochař), Bohumil Vlček (sochař a řezbář), Hanuš Folkmann (sochař a ilustrátor), Ladislav Šaloun (sochař a malíř), Jan Štursa (sochař), Karel Dvořák. Výseče pod kopulí znázorňují alegorie vědy, moci, umění a inspirace. Namaloval je Vojtěch Hynais. Od původních 41 osobností do roku 1948 stoupl počet na 55.
V roce 1919 byly odstraněny busty císaře Františka Josefa I. a císařovny Alžběty. Počátkem padesátých let bylo odstraněno dalších 15 plastik, například Tomáš Garrigue Masaryk, Edvard Beneš, František Ladislav Rieger, Jan Hus, Petr Parléř a Mistr Theodorik. V šedesátých a sedmdesátých letech naopak přibyly nové osobnosti: Julius Fučík, Petr Bezruč, Stanislav Kostka Neumann, Karel Havlíček Borovský, Jaroslav Heyrovský, Eliška Krásnohorská, Zdeněk Nejedlý a navrátil se Tomáš Garrigue Masaryk. V roce 1989 se odstranila busta Julia Fučíka a Zdeňka Nejedlého, doplněna byla naopak busta Karla Čapka.
V roce 2018 se koncepce měla údajně navrátit k té z roku 1948, nicméně byly odstraněny především ideologicky nepohodlné osobnosti, které byly přidané v šedesátých a sedmdesátých letech, navíc přibyla busta císaře Františka Josefa I. a císařovny Alžběty.

## Expozice
V Historické budově měly být po rekonstrukci původně otevřeny stálé expozice „Příroda a zázraky evoluce“ již v listopadu 2019, otevření však bylo posunuto na jaro 2020. Mluvilo se o otevření až osmi stálých expozic, vystaveno bude okolo 80 tisíc předmětů, tedy o třetinu více než před rekonstrukcí. Od června 2020 měly být postupně přístupné v Historické budově i další stálé expozice: „Dějiny“, „Lidé“ a „Klenotnice“, v Nové budově pak expozice „Dějiny 20. století“. To však bylo také odloženo. Čtyři stálé expozice měly být otevřeny v červenci 2021, k otevření všech expozic však nedošlo. V červenci 2021 byla otevřena první stálá expozice „Dějiny 20. století“ v Nové budově Národního muzea. Otevření zbylých expozic bylo odsunuto na podzim 2021.
V Historické budově byla v září 2021 otevřena druhá stálá expozice „Zázraky evoluce“ představující svět zvířat, vrátil se i nejznámější exponát: kostra velryby plejtváka myšoka (druhý největší žijící tvor na světě), která stála na konci 19. století u zrodu přírodovědeckých expozic. V listopadu 2021 zde byla otevřená třetí stálá expozice „Okna do pravěku“, představuje pravěkou dobu od prvohor až po dobu ledovou, kterou dokresluje například model mamuta v životní velikosti. V březnu 2022 zde byla otevřená čtvrtá stálá expozice „Dějiny“, výstava ukazuje historii českých zemí od 8. století až po začátek první světové války v roce 1914.
Stálé expozice:
- Sály minerálů – menší výstava zaměřená na minerály, otevřená v červnu 2020
- Zázraky evoluce – přírodovědecká expozice otevřená v září 2021
- Okna do pravěku – expozice života od prvohor po čtvrtohory, otevřeno v listopadu 2021
- Dějiny – minulost českých zemí od 8. století do 1. světové války, otevřeno v březnu 2022
- Lidé – otevření zatím neoznámeno
- Klenotnice – otevření zatím neoznámeno

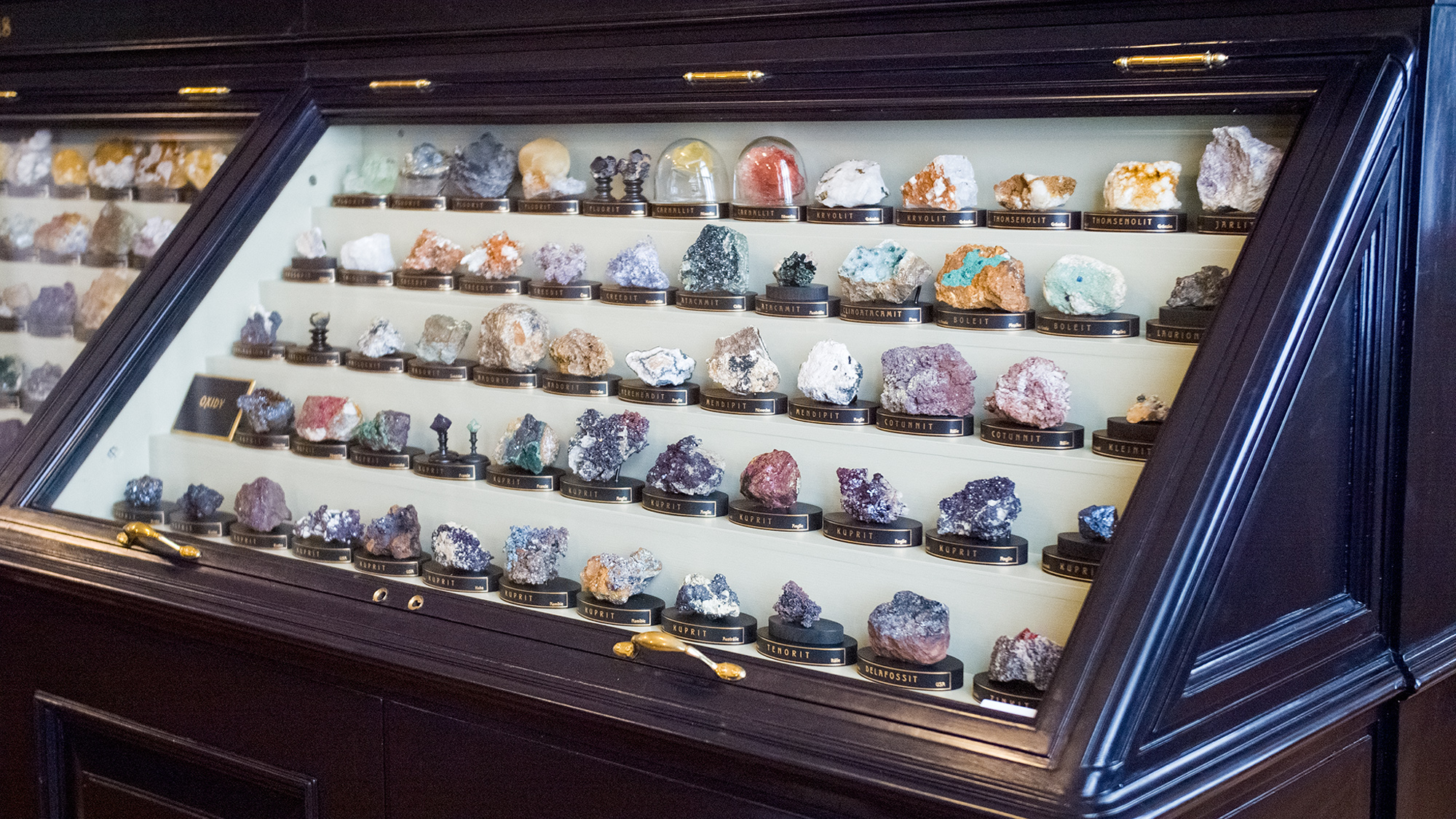
Mineralogická expozice
Největší předmět sbírky NM, kostra plejtváka myšoka (před rekonstrukcí)
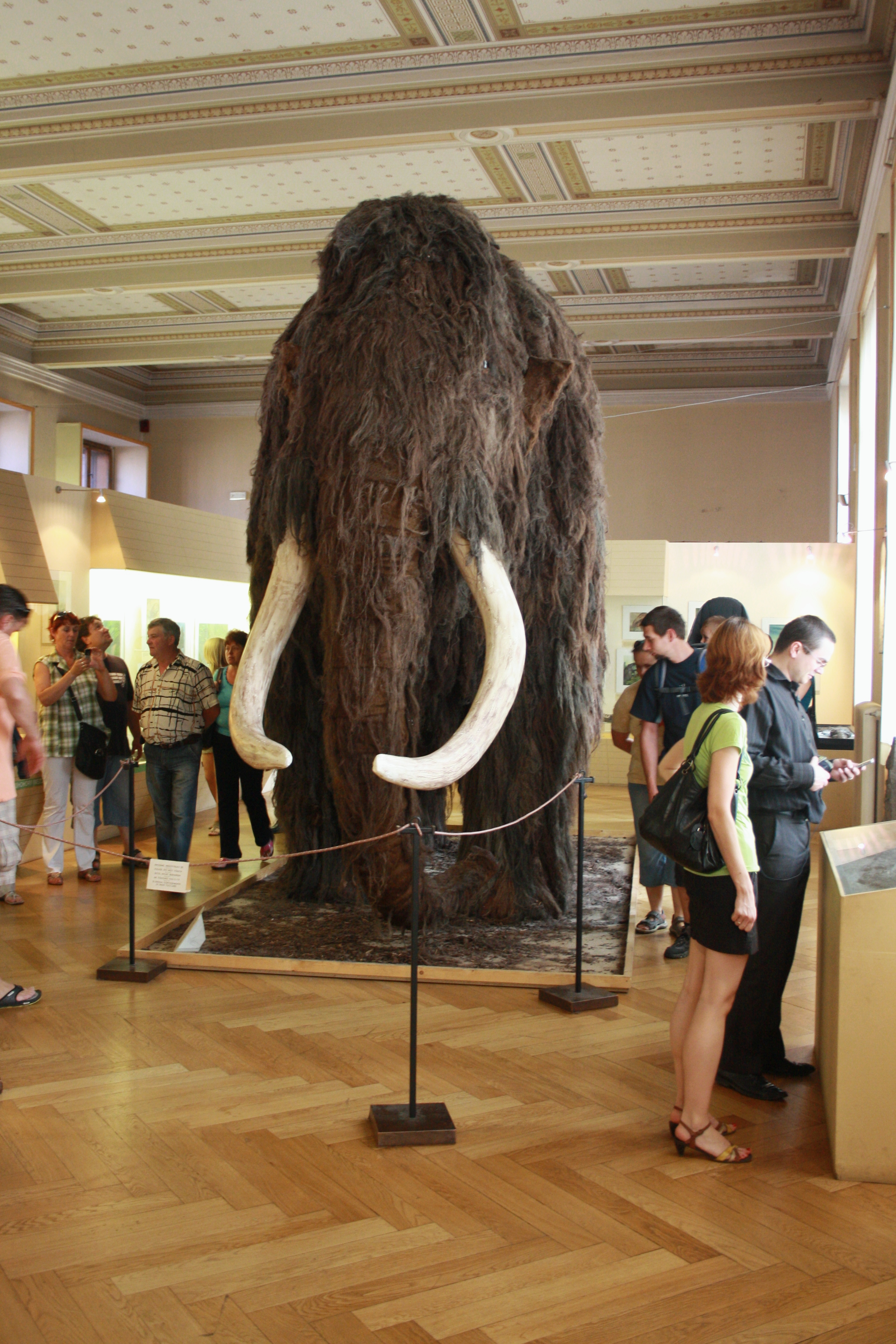
Model mamuta (před rekonstrukcí)
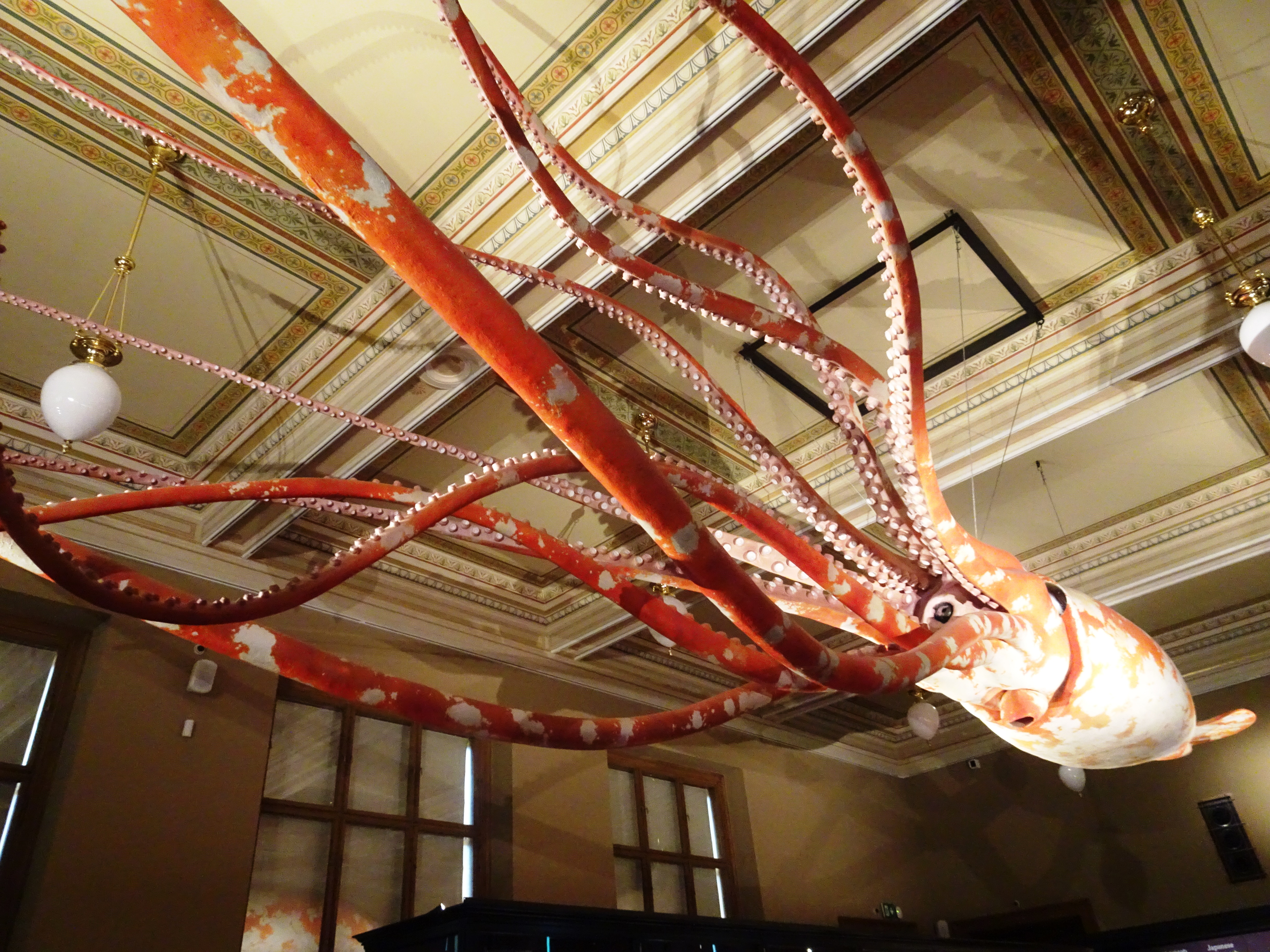
Chobotnice
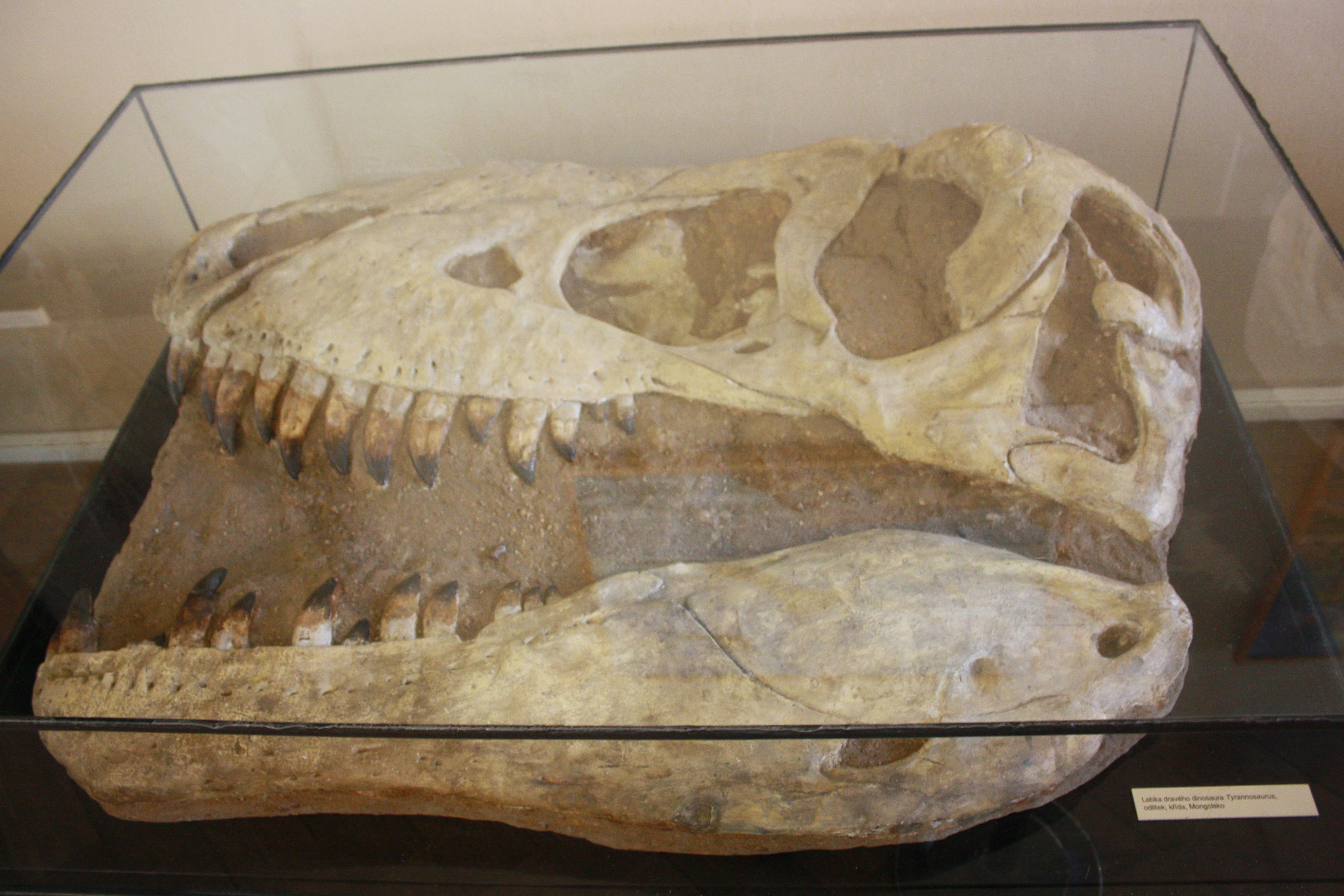
Lebka Tyrannosaura
Model kostry Amargasaurusa
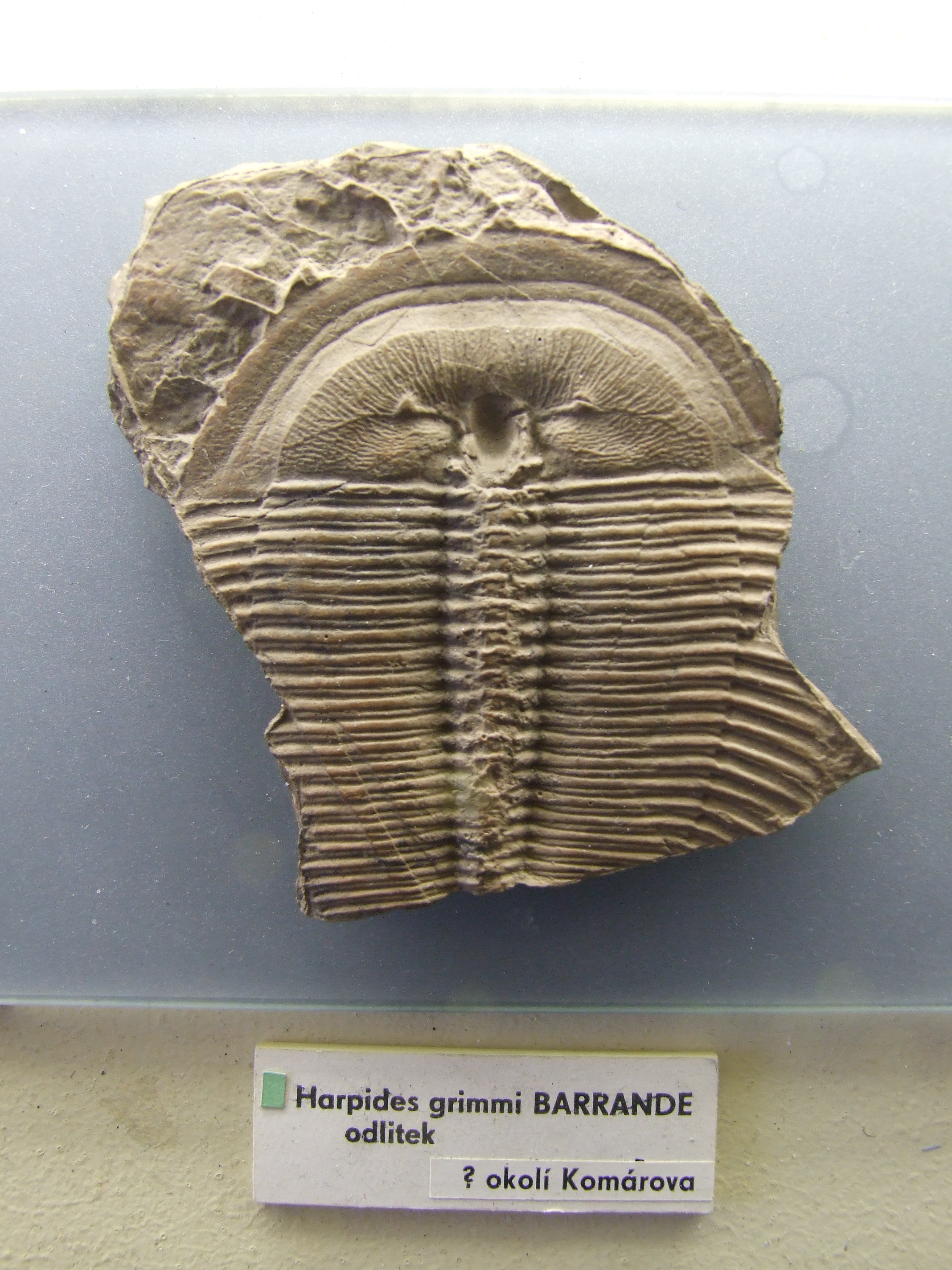
Zkamenělina trilobita
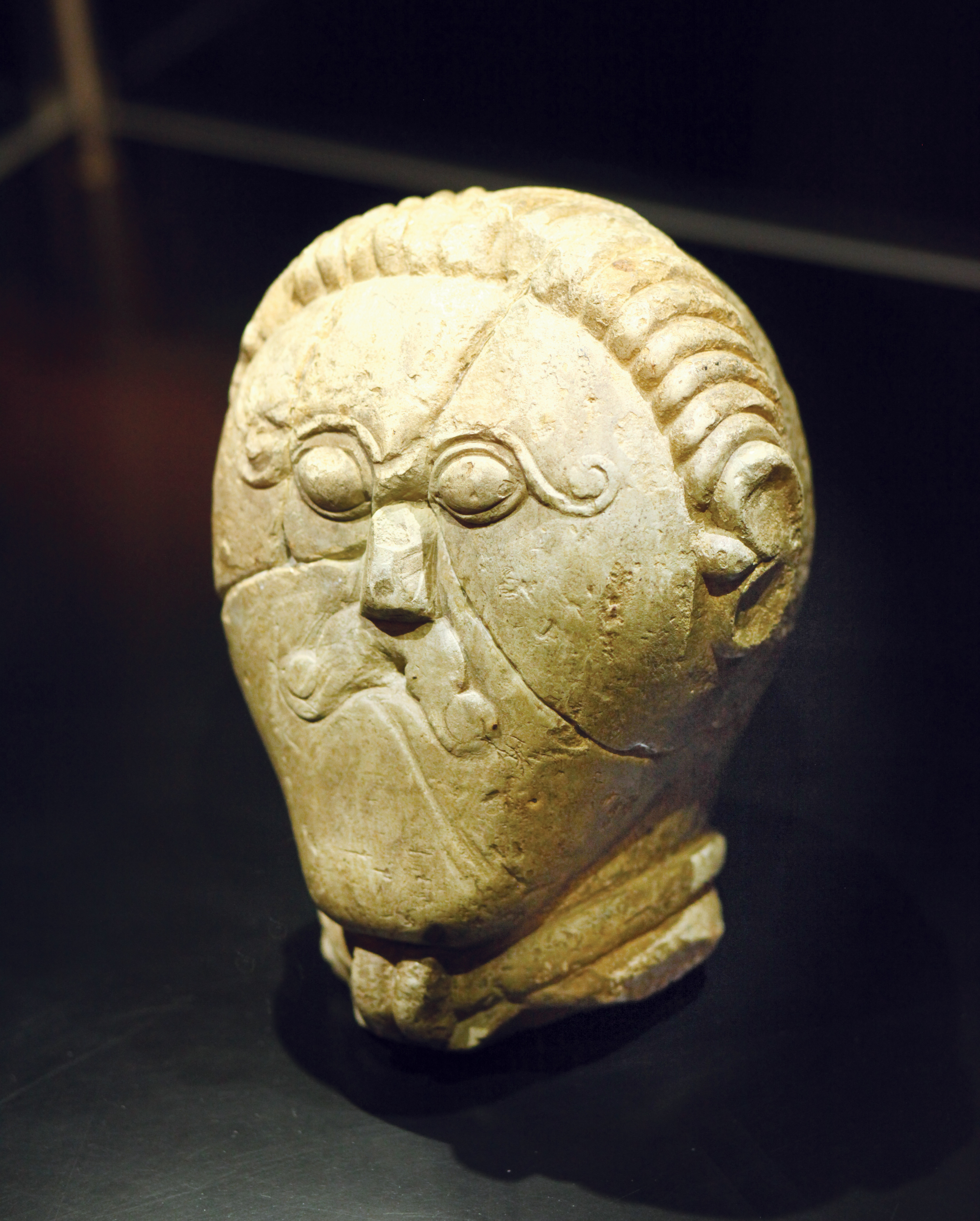
Kamenná hlava z Mšeckých Žehrovic (není v trvalé expozici)
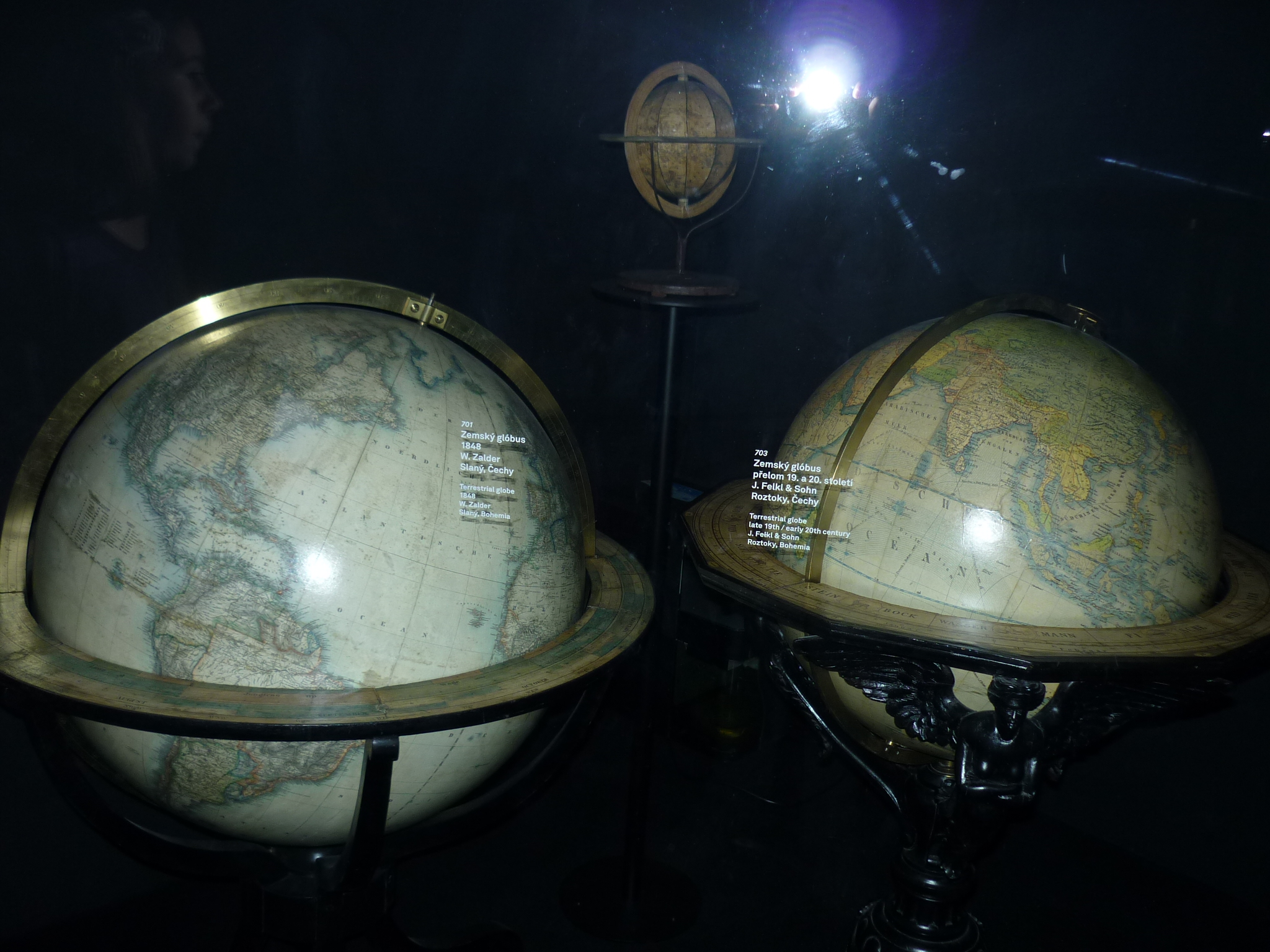
Globusy
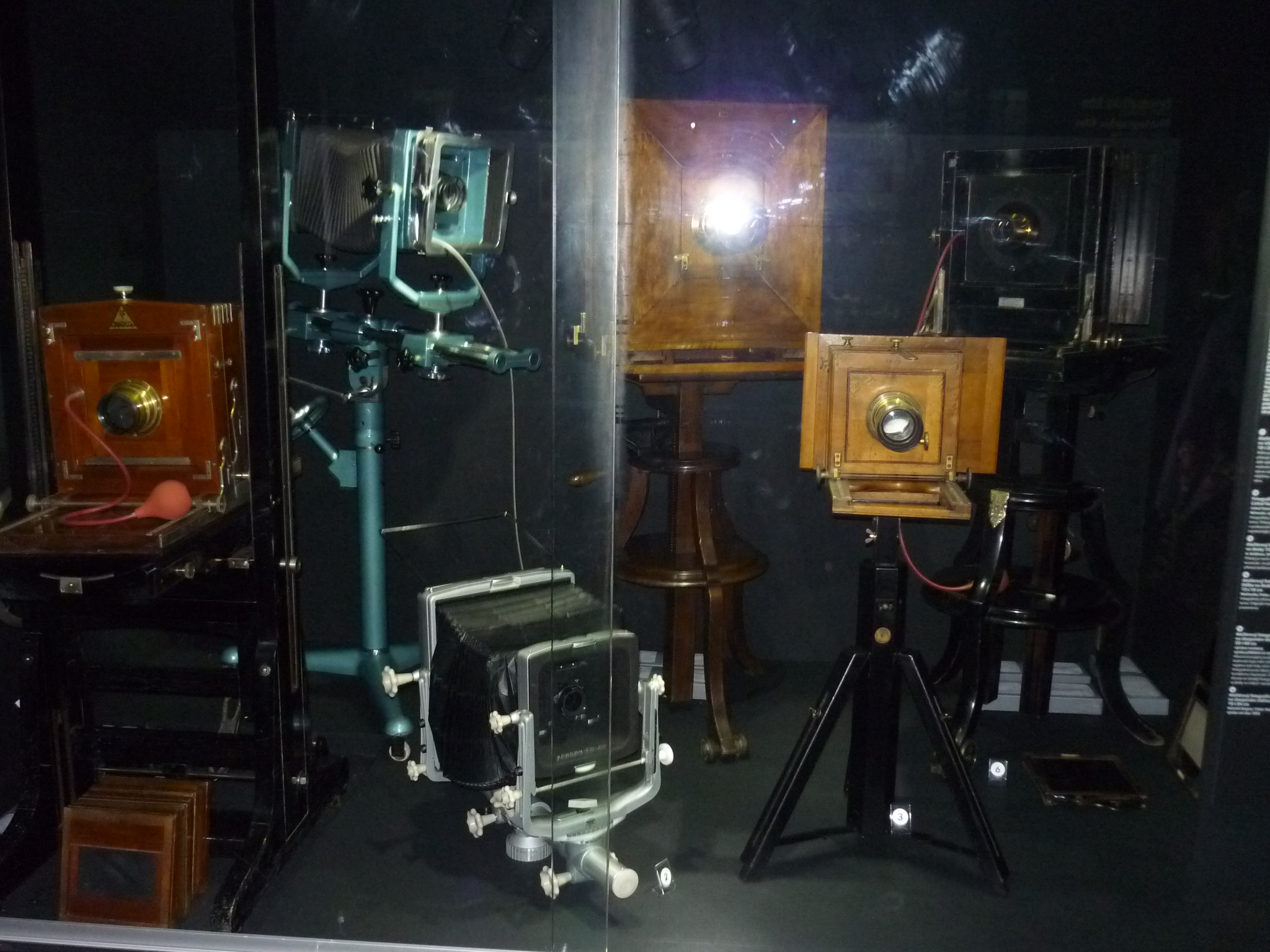
Fotoaparáty
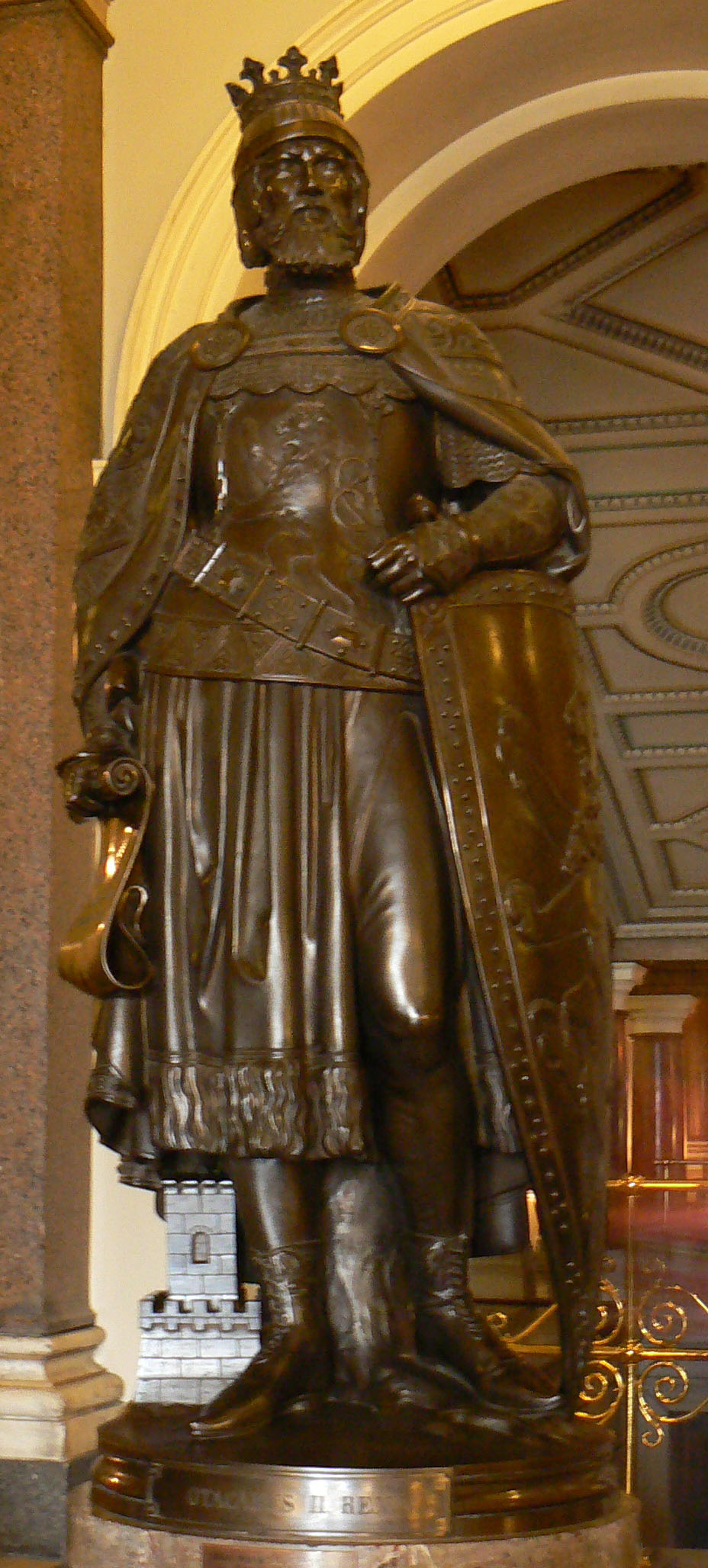
Bronzová socha Přemysla Otakara II.
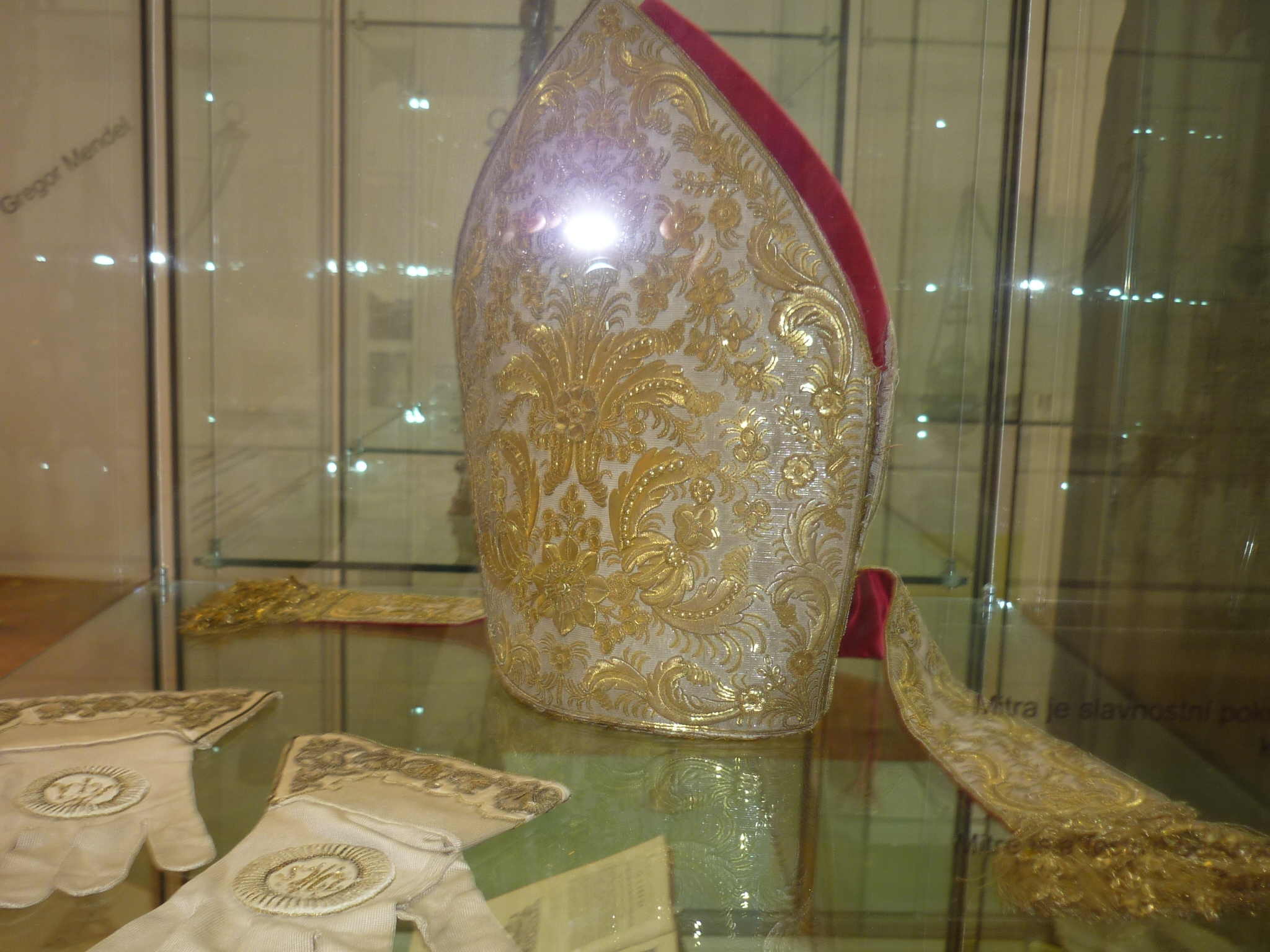
Biskupská mitra a rukavice
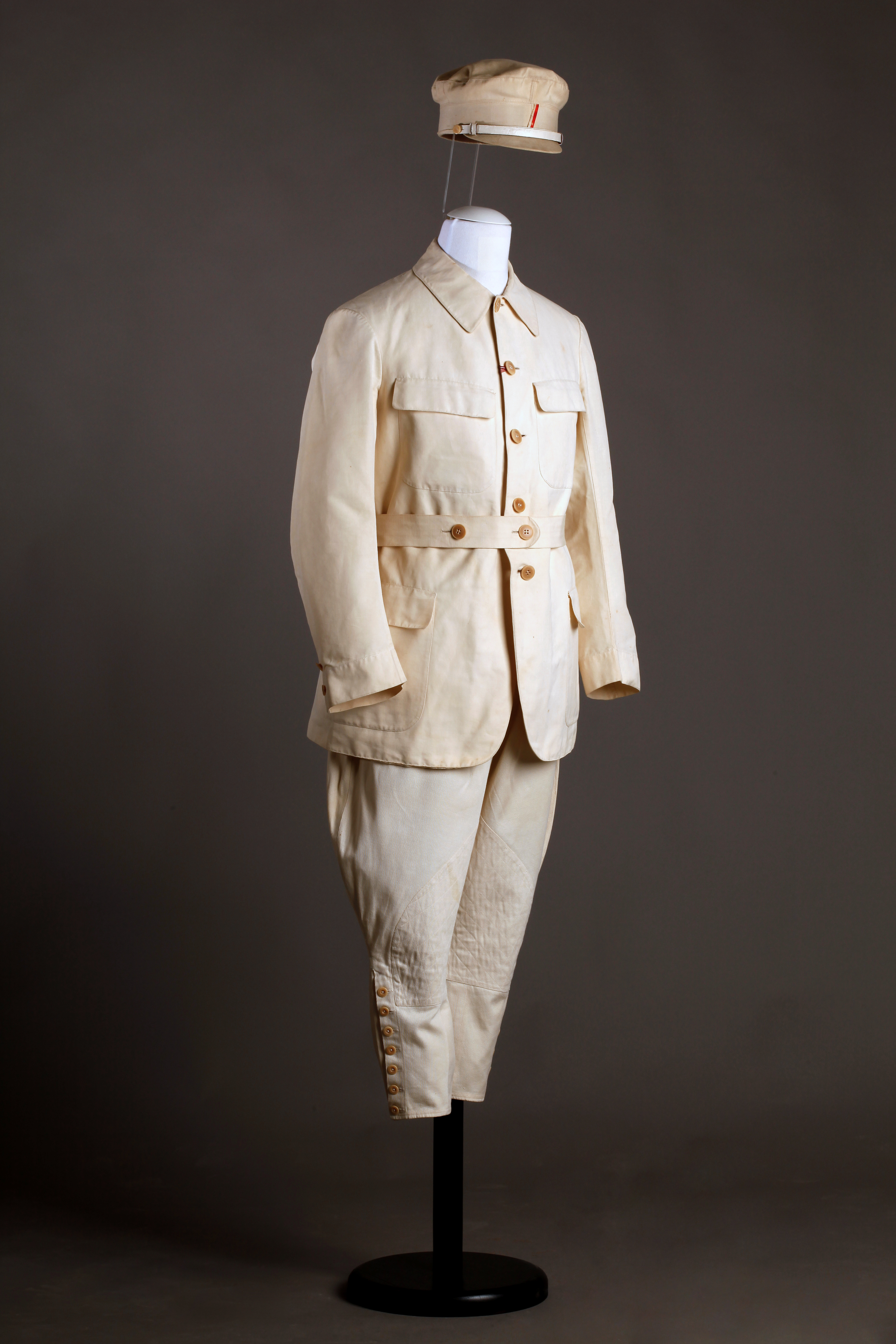
Sportovní oblek prezidenta T.G.Masaryka
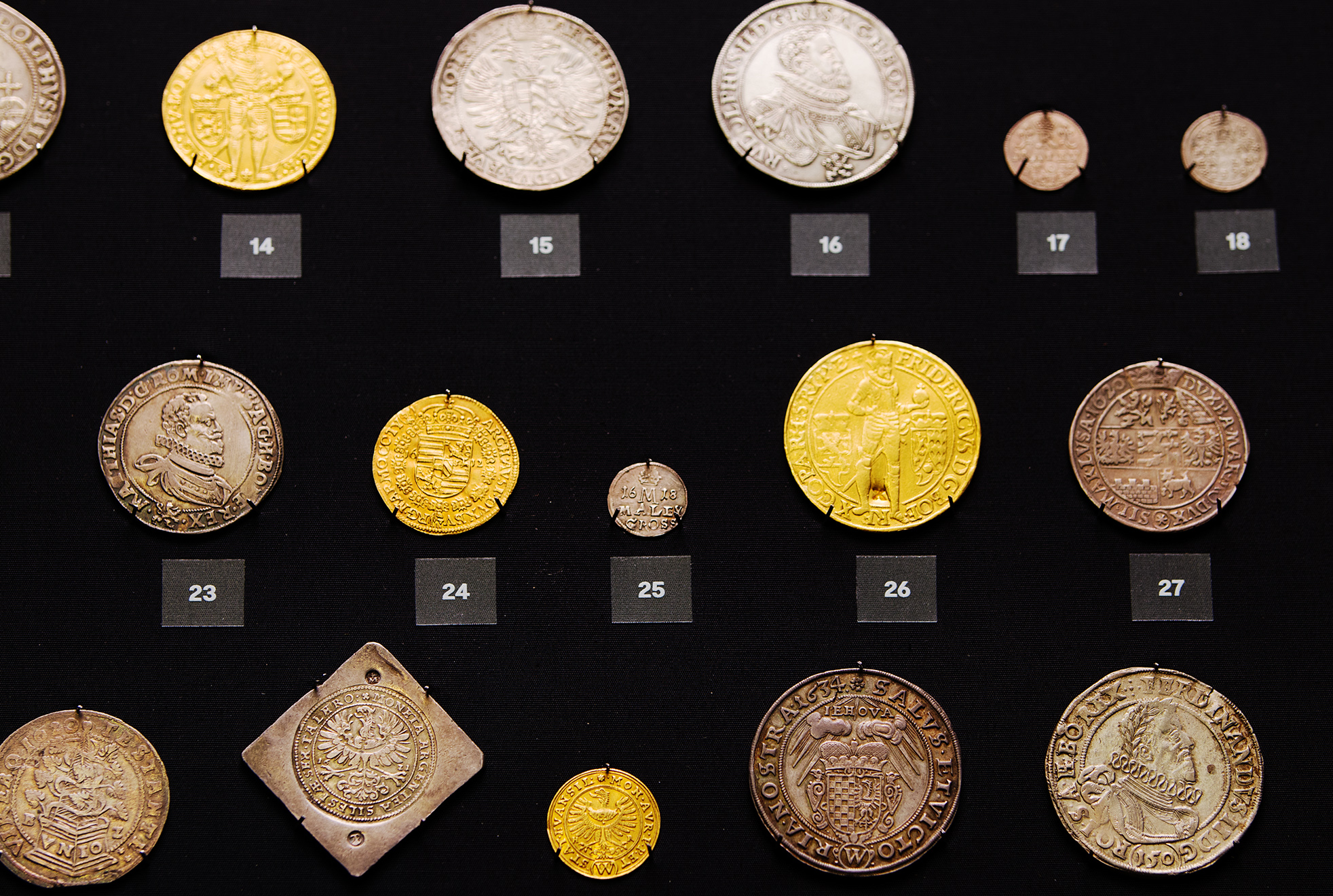
Numismatická expozice
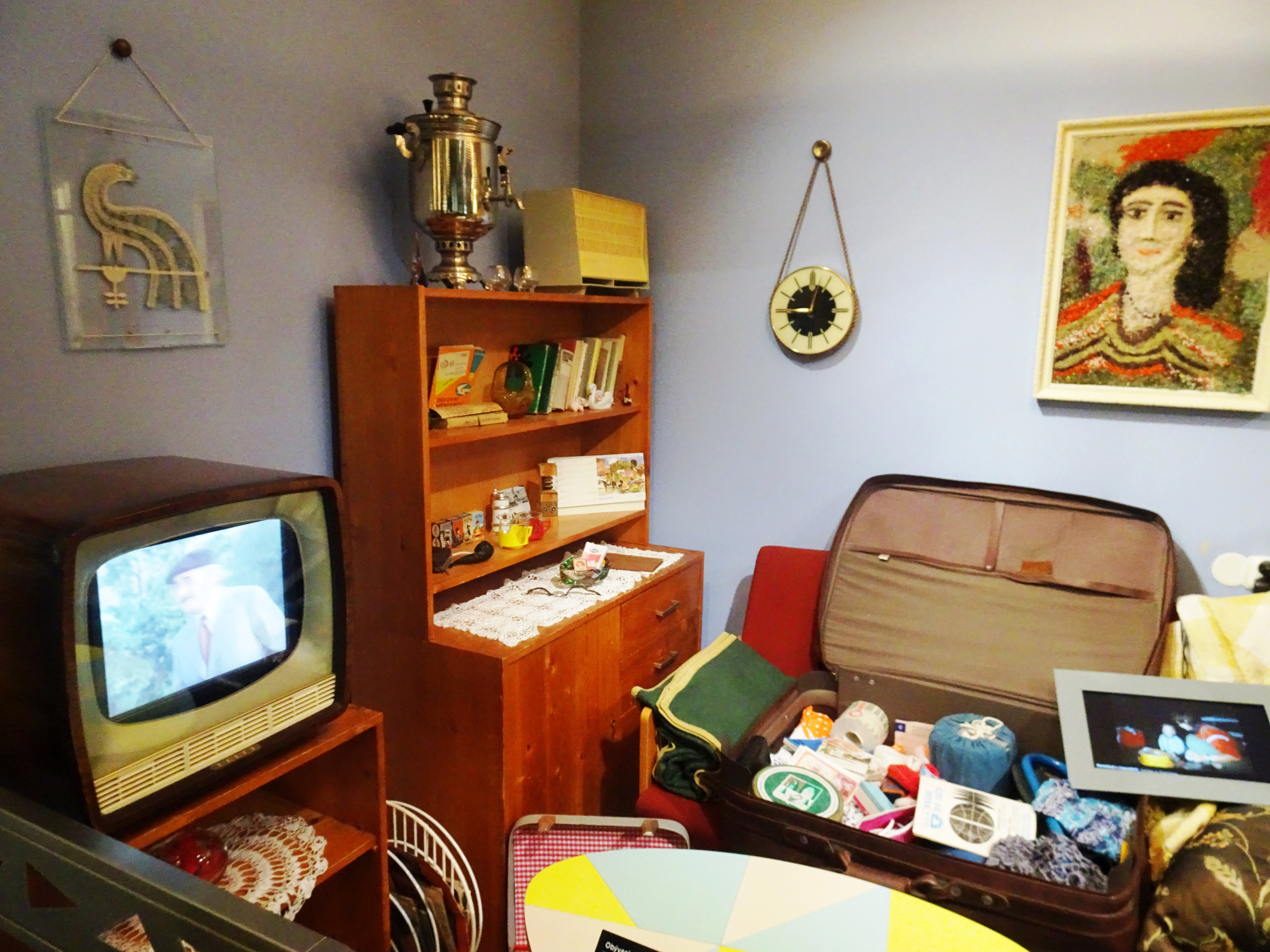
Exponáty z domácností 20. století (nyní v Nové budově NM)